# Istočnofidžijski-polinezijski jezici
Istočnofidžijski-polinezijski jezici, skupina centralnopacifičkih jezika kojoj pripada zajedno sa zapadnofidžijskim-rotumanskim jezicima.Obuhvaća ukupno (41) jezik, to su: 
a) istočnofidžijski jezici (4): fidžijski jezik, gone dau, lau, lomaiviti;
b) Polinezijski jezici (38):
a. nuklearni (jezgrovni) polinezijski/Nuclear (36):
a1. istok/East (13):
a. Centralni(12):
a1. markiški (4): havajski, mangarevski (mangareva), sjeverni i južni),
a2. rapa;
a3. tahitski jezici/Tahitic (7): austral, maori, penrhynski (tongareva), rakahanga-manihiki, rarotonški, tahićanski, tuamotu;
b. Rapanui (1): rapa nui;
a2. Samoic-Outlier (23):
a. istočnouvejski-Niuafo'ou (2): niuafo'ou, wallisian;
b. ellicejski jezici (8): kapingamarangi, nukumanu, nukuoro, nukuria, ontong java, sikaiana, takuu, tuvalu;
c. futunski jezici (9): anuta, emae, futuna-aniwa, istočnofutunski, rennell-belona, mele-fila, pileni, tikopia, zapadnouvejski (fagauvea);
d. niuatoputapu
e. Pukapuka (1): pukapuka;
f. Samoanski (1): samoanski;
g. tokelauski (1): tokelauski;
b. tonganski jezici (2): niujski (niue), tonganski

## Vanjske poveznice
- Ethnologue (14th)
- Ethnologue (15th)